# حارة جدر السفلى (صنعاء)
جدر السفلى هي إحدى حارات حي سدس احداق بمدينة الروضة شمال العاصمة اليمنية "صنعاء"، بلغ تعداد سكانها 3193 نسمة حسب تعداد اليمن لعام 2004.